# Historia del uniforme del Junior de Barranquilla
Desde 1904, cuando ingenieros ingleses construían el ferrocarril entre Salgar, Puerto Colombia y Barranquilla, la vestimenta de quienes conformaron los equipos eran de color rojo y blanco a rayas verticales y pantaloneta azul, colores alusivos a los de la bandera inglesa.
Su nombre primigenio Juventud Infantil fue un distintivo para diferenciarlo de otro equipo de categoría superior llamado Juventud, de los hermanos Salesianos de San Roque, y que hacía alusión al famoso equipo Juventus, de Turín, Italia.

## Uniforme titular

Bandera de Inglaterra, de la cual se tomaron los colores para el uniforme titular del club.

El uniforme de camiseta blanca, pantaloneta y medias azules fue usado por primera vez en el primer partido disputado por el equipo, el 12 de octubre de 1924 enfrentando al Argentina FBC, luego en 1926 adopta definitivamente la camiseta a bastones rojos y blancos, cambia la pantaloneta a color blanco y mantiene las medias azules. Desde su adopción, la casaca rojiblanca a rayas ha sido el principal icono del club; encontrándola en diversos estilos y formas, algunas muy recordadas e inclusive galardonadas por su estética. 
En 1929 con motivo de su ascenso a la primera categoría de la Liga de futbol del Atlántico retoma ocasionalmente la primigenia camiseta blanca, en la que por primera vez luce su primera insignia o escudo oficial: una J grande de color rojo en el pecho, con pantaloneta y medias azul oscuro, esto para respetar sus colores fundacionales y diferenciarse totalmente del Juventud de los salesianos, club al que equivocadamente lo relacionaban por nombre e indumentaria parecida (camiseta blanca, J negra, pantaloneta y medias negras). Roberto Meléndez, Julio Torres, entre otros, formaron parte del club que fue considerado el mejor de Colombia.
Su camiseta primitiva de color blanco con una gran “J” roja en el pecho debió cambiarse cuando en un partido en el Estadio Moderno, el equipo rival (Juventud de los salesianos) presentaba también camiseta blanca. Junior acudió entonces al préstamo de las camisetas que el Equipo Atlántico, representativo del Colegio Americano, había usado antes. Estas eran de color rojo y blanco a rayas horizontales, algunas crónicas señalan este cambio como la razón por la que Junior en adelante empezó a usar la camiseta rojiblanca, incurriendo en un error pues desde el año de 1926 el equipo ya usaba esta equipación.
Ya a nivel profesional desde 1948, el club ha variado la confección de su camiseta muchas veces. Algunas con franjas gruesas, otras con franjas delgadas, pero siempre conservando los colores rojo y blanco verticales.
La bandera de la cruz de color roja con fondo blanco ondeando en los mástiles de los barcos atracados en Puerto Colombia, inspiró el uniforme del Juventud. Doña Micaela Lavalle fue la que decidió los colores del equipo, ella costeaba todo.

"Mi mamá les compraba los uniformes, ninguno tenía sueldo, todos trabajaban y de noche practicaban en el estadio Moderno. Muchas veces me tocó a mi y a mis hermanos ayudar a ella a  lavar los uniforme. Todos colaboramos en esta causa.".
Carmen Mejia. hija de la fundadora de Junior, Micaela Lavalle.

El color azul oscuro de la pantaloneta proviene de la bandera del Reino Unido o Gran Bretaña que también flameaba en los mástiles de los barcos atracados en el muelle de Puerto Colombia.
Una vez decididos los colores de la camisa, la institución cambió el blanco de la pantaloneta por un azul oscuro (entendiéndose que los colores entre más oscuros o llamativos son más "fuertes"); l

### Evolución de los uniformes titulares
| 1924 - 1925 | 1926 - 1938 | 1939 - 1960 | 1961 - 1968 | 1969 | 1970 - 1972 | 1972 - 1975 | 1975 |  |

| 1976 - 1979 | 1980 | 1981 - 1989 | 1989 - 1994 | 1995 | 1996 - 1999 | 2000 - 2002 | 2003 |  |

| 2004 | 2005 - 2006 | 2007 | 2007 | 2008 | 2010-I | 2010-II | 2010 - 2011 |

| 2011-2012 | 2012 | 2013 - 2014 | 2014 - 2015 | 2015 - 2016 | 2016 | 2017 | 2018 - 2019 |

| 2019 - 2020 | 2020 - 2022 | 2022 | 2023 | 2024 - 2025 | 2025 - Actual |

## Uniforme suplente
- 1968: Amistoso contra el Benfica de Eusebio, La Pantera de Mozambique en el Estadio Romelio Martinez.[5]
- 2004: Copa Sudamericana.[6]
- 2013: La banda cruzada vuelve al Junior de Barranquilla, 44 años después.[7]

### Evolución de los uniformes suplentes
| 1967-68 | 1976 | 1996 | 2003 | 2004 | 2005-06 | 2007 | 2008 |  |

| 2010-I | 2010-11 | 2011-12 | 2012-13 | 2014-15 | 2015-16 | 2016 | 2017 |  |

| 2018-19 | 2019-20 | 2020-22 | 2022 | 2023 | 2023-24 | 2024-25 | 2025-26 |

## Uniformes especiales
- 2017: Vuelve la banda cruzada por tercera ocasión haciendo un homenaje al Carnaval de Barranquilla.[8]

### Evolución de los uniformes especiales
| Final de liga 2004 | Libertadores 2005 | Tercero 2010-I | Tercero 2010-II | 90 años 2014 - 2015 | Tercero 2017 | Libertadores 2021 | Tercero 2023 |

| Centenario 2024 |

## Uniforme de arquero
- 1977: Uniformes usados por Juan Carlos Delménico en el primer título en la historia de Junior.
- 1980: Segundo título de Junior.
- 1984: Uniforme usado por Esteban Pogany en la Copa Libertadores 1984 y en los torneos locales.
- 2015: Uniforme usado por Sebastian Viera en la final de Copa Colombia 2015.

### Evolución de los uniformes de arqueros
| 1966 - 1972 | 1966 - 1972 | 1977 | 1977 | 1977 | 1980 | 1983 | 1984 - 1989 |  |

| 1990 | 1993 | 1997 | 2015 | 2016 |

## Proveedores y patrocinadores
Cuando termina el torneo del año 1971, Arturo Fernández Renowitzky acompañado por Alberto Mario Pumarejo y otros dirigentes deciden no continuar en la junta directiva del Junior. De liquidar el club y entregárselo al gobernador Álvaro Dugand Donado. Conociendo la importancia que era para toda la Costa, Álvaro Dugand convoca a cuarenta empresarios entre quienes se encontraba Fuad Char, para evitar que Junior desapareciera del fútbol profesional. Cada empresario aportó $50 mil  y la Gobernación donó $200 mil para conformar la nueva Corporación Deportiva Junior. Fuad Char conocedor de las capacidades empresariales de Gabriel Peláez Restrepo, lo convence para que haga parte de la junta directiva del Junior en 1973. “Fuad Char me invita a que me vincule a la junta directiva del Junior. Estuve desde el año 1973 hasta el 1980, cuando apareció el béisbol profesional en Colombia”, recuerda Gabriel Peláez.
Fuad Char y Gabriel Peláez, conocedores de finanzas, sabían que tenían que buscar otros ingresos para sostener al Junior porque de las taquillas no podía cumplir con los compromisos económicos, por lo que buscan el apoyo de otros directivos del fútbol colombiano para que la Dimayor acepte la fórmula que los clubes accedan a patrocinadores.
“Al aprobar la Dimayor la presencia de publicidad en los clubes profesionales, Junior comenzó a buscar patrocinador. Yo le propuse a Fuad Char que Willard estaba en condiciones de apoyar al Junior. Estuvimos dos años: 1978 y 1979. En 1980, la empresa Pioneer triplicó la oferta para patrocinar al Junior, por lo que dimos un paso al lado”, sostuvo Gabriel Peláez.
Willard aparece  en la historia del Junior al constituirse en el primer patrocinador en el fútbol profesional colombiano.

### Tabla de Proveedores y patrocinadores
A continuación se detallan los nombres de las firmas proveedoras de indumentaria.
| Período     | Proveedor   | Patrocinador principal | Otros patrocinadores |
| ----------- | ----------- | ---------------------- | --- |
| 1948 - 1977 | Ninguno     | Ninguno                | Ninguno |
| 1978 - 1979 | Ninguno     | Willard                | Ninguno |
| 1980        | dida        | Pioneer                | Ninguno |
| 1981        | dida        | Finanbienes            | Ninguno |
| 1981        | dida        | Aces                   | Ninguno |
| 1982        | dida        | Kolynos                | Ninguno |
| 1982        | dida        | El Heraldo             | Ninguno |
| 1983 - 1984 | dida        | Aruba Concorde Hotel   | Ninguno |
| 1985 - 1990 | dida        | Olímpica               | Ninguno |
| 1991 - 1994 | Astros      | Cerveza Águila         | Konga / Avianca |
| 1995        | dida        | Cerveza Águila         | Avianca |
| 1996 - 1999 | Reebok      | Cerveza Águila         | Avianca |
| 2000 - 2003 | Zodium      | Cerveza Águila         | Ninguno |
| 2003        | Runic       | Cerveza Águila         | Ninguno |
| 2004        | Runic       | Coolechera             | Ninguno |
| 2005        | Zodium      | Coolechera             | Ninguno |
| 2005 - 2006 | Zodium      | Cerveza Águila         | Ninguno |
| 2007        | Wilson      | Pastas la Muñeca       | Ninguno |
| 2007        | Saeta       | Pastas la Muñeca       | Ninguno |
| 2008        | Patrick     | Pastas la Muñeca       | Ninguno |
| 2008 - 2010 | Runic       | Pastas la Muñeca       | Ninguno |
| 2010 - 2013 | Puma        | Pastas la Muñeca       | Ninguno |
| 2013 - 2014 | Umbro       | Cerveza Águila         | Pastas la Muñeca / Olímpica |
| 2014 - 2015 | Umbro       | Cerveza Águila         | Pastas la Muñeca / Olímpica / Sigma Motors / Coolechera / Pepsi |
| 2016        | Umbro       | Cerveza Águila         | Pastas la Muñeca / Olímpica / Sigma Motors / Alquería / Postobón |
| 2016 - 2017 | New Balance | Cerveza Águila         | Olímpica / Tigo Une / Postobón / Super Giros / Alquería / Tierra Santa |
| 2017 - 2018 | New Balance | Olímpica               | Cerveza Águila / Tigo Une / Postobón / Super Giros / Alquería / Tierra Santa |
| 2019        | New Balance | Olímpica               | Águila / Tigo / Postobón / Super Giros / Alquería / Tierra Santa / Wplay.co |
| 2020        | New Balance | Olímpica               | Águila / Tigo / Postobón / Super Giros / Alquería / Expreso Brasilia / Wplay.co / Tecnoglass                                                                                    |
| 2020 - 2021 | New Balance | Olímpica               | Águila / Tigo / Postobón / Super Giros / Expreso Brasilia / Wplay.co / Tecnoglass / Ron Viejo de Caldas                                                                         |
| 2022        | Adidas      | Olímpica               | Águila / Tigo / Super Giros / Expreso Brasilia / Wplay.co / Tecnoglass / Ron Viejo de Caldas                                                                                    |
| 2023-I      | Adidas      | Olímpica               | Tecnoglass Águila Tridex Farmacéutica Fábrica de licores y alcoholes de Antioquia (Aguardiente antioqueño) Wplay.co Tigo Super Giros Expreso Brasilia                           |
| 2023-II     | Adidas      | Olímpica               | Tecnoglass Águila Gripac Cápsula Blanda Fábrica de licores y alcoholes de Antioquia (Aguardiente antioqueño) Wplay.co Tigo Super Giros Expreso Brasilia Pedialyte Active        |
| 2024-I      | Adidas      | Olímpica               | Tecnoglass Águila Gripac Cápsula Blanda Wplay.co Tigo Super Giros Expreso Brasilia Electrolit Ron Viejo de Caldas                                                               |
| 2024-II     | Adidas      | Olímpica               | Tecnoglass Águila Gripac Cápsula Blanda Wplay.co Black & Decker Super Giros Expreso Brasilia Electrolit Ron Viejo de Caldas Olimpo                                              |
| 2025-I      | Adidas      | Olímpica               | Tecnoglass Águila Postobón Wplay.co Black & Decker Super Giros Expreso Brasilia Electrolit Ron Viejo de Caldas Olimpo Arroz Excelso Pinillar Aguardiente Amarillo de Manzanares |

## Galería de imágenes
|  |  |  |